# 琴劍恩仇
《琴劍恩仇》是香港亞洲電視以元代是為背景製作的古裝武俠劇，由梁天監製，全劇共30集，1984年2月首播。主要演員有岳華、馬敏兒、文雪兒、斑斑、區凱鈴、尹天照、唐品昌等。
本劇是尹天照、唐品昌的首部電視劇。

## 剧情
元顺帝年间，大理总管段英（岳华）平西域有功，深得皇帝赏识，但在反朝廷的造反派孙义孙二娘手中救了斯琴公主（马敏儿，顺帝之长女）一命，被迫娶斯为妻﹐成为驸马。英、斯虽均不赞同，但不敢抗旨。加上他跟造反派的人建立良好交情，以及穆丞相，贵妃等为了篡位而从中作梗，处处刁难，英感万分痛苦，但为了国家，英愿牺牲自己及家庭，令妻离子散 ......

## 演員表
- 岳　華 飾 段英
- 馬敏兒 飾 斯琴公主
- 文雪兒 飾 段美奴
- 斑　斑 飾 孫二娘
- 區凱鈴 飾 楊寶儀
- 尹天照 飾 段廣
- 唐品昌 飾 真金
- 凌腓力 飾 大皇子
- 苗金鳳 飾 高氏
- 王　偉 飾 元順帝
- 鄭　雷 飾 楊淵海
- 金　童 飾 孫義
- 甘　山 飾 觀音保
- 司馬華龍 飾 皮摩
- 麥天恩 飾 穆丞相
- 黃秋生 飾 阿里
- 許英秀 飾 巴巴
- 關偉倫 飾 矢拉
- 梁舜燕 飾 皇后
- 馮　真 飾 貴妃
- 王冬婷 飾 玉珠
- 雷望寧 飾 珊妮
- 林司聰 飾 麗妮
- 伍永森 飾 達魯花赤
- 關子標 飾 張彪

## 外部連結
- 琴剑恩仇剧情介绍 （页面存档备份，存于）